# Stéphane Rybojad
 (octobre 2018).
Stéphane Rybojad est un réalisateur français.

## Biographie
Stéphane Rybojad a réalisé de nombreux reportages sur les forces armées françaises, diffusés dans des émissions telles que Envoyé spécial ou Appel d'urgence mais aussi sur des chaînes étrangères comme National Geographic, BBC, ZDF, Discovery Channel. En novembre 2011, il précise lors d'un entretien avec Sylvestre Picard avoir réalisé plus de 120 reportages, 15 courts métrages ainsi que des publicités et des clips.
Il a créé avec Thierry Marro la société de production « Easy Company » dont le premier film produit est Forces spéciales.
Stéphane Rybojad a été membre du jury « sang neuf »  du cinquième festival international du film policier à Beaune en avril 2013.

## Filmographie
- 1993 : Espylacopa (court métrage)
- 1993 : Pourquoi je devrais (court métrage)
- 1993 : Les cendres de nos vies (court métrage)
- 1995 : Une valse au printemps (court métrage)
- 1995 : Pas de vague pas de flingue (court métrage)
- 1998 : No story (court métrage)
- 2000 : Cœurs d'élite
- 2000 : Eye light
- 2003 : Les chefs cuisiniers
- 2003 : Bloody pizza - (Grand prix du court-métrage au festival du film policier de Cognac 2003)
- 2011 : Forces spéciales

## Documentaire TV
- 2005 : Le triangle d'or
- 2005 : Les chefs cuisinent New York
- 2005 : L'école des bérets verts - (Envoyé spécial - France 2)
- 2005 : L'école des commandos
- 2006 : On va tout vous dire : Trésors
- 2006 : Envoyé spécial : L'école des bérets verts
- 2006 : École d'élite
- 2006 : Infrarouge : Forces spéciales
- 2006 : Lieux de cinéma
- 2006 : Forces spéciales : la guerre et la paix autrement
- 2007 : Envoyé spécial : joyeux Noël
- 2007 : Envoyé spécial : narcotrafic
- 2007 : Zone interdite : en mission avec les GCP
- 2007 : Comme une traînée de poudre
- 2007 : Enquête d'action : Djibril Cissé, l'histoire d'un retour
- 2008 : Une guerre au nom de la paix -(Grand prix au scoop d'Anger)
- 2008 : Transit : l'autoroute
- 2008 : Transit : port de Marseille
- 2008 : La nuit leur appartient
- 2008 : Envoyé spécial : Les nouveaux visages de la contrebande
- 2008 : Catch me ! Si tu peux : la créature
- 2008 : Une guerre au nom de la paix
- 2008 : Enquête d'action : GIPN
- 2008 : Zone interdite : DEUXIÈME CHANCE
- 2009 : Risky Business
- 2009 : La bataille de l'or
- 2009 : 7 jours 7 nuits
- 2009 : Urgences
- 2009 : Paris mythique
- 2009 : La cybercriminalité
- 2009 : Collision
- 2010 : Narcoafrique
- 2010 : France 98 le culte de la victoire
- 2010 : DOM, les trois dimensions
- 2010 : Les bérets rouges
- 2011 : Collision sauver ou périr
- 2011 : La délinquance en col blanc
- 2011 : Forces spéciales
- 2011 : L'histoire des voitures de police
- 2011 : L'histoire des voitures de la gendarmerie
- 2011 : L'économie au quotidien III
- 2012 : Les oligarques du foot
- 2012 : Naples : le salaire des enfants

## Série télévisée
- 2000-2001 : Cœurs d'élite VF et Beyond limits VI
- 2002-2004 : Chefs
- 2003-2004 : Des hommes d'honneur - saison 1
- 2004-2005 : Des hommes d'honneur - saison 2
- 2013 : L'insider - saison 1
- 2016 : L'insider - saison 2
- 2023 : Air Cocaïne

## Publicité
- 2007 : APM-Presse régionale-film présentation
- 2008 : Paris campagne jeux olympiques

## Montage
- 2010 : La Glisse